# A Manchester City FC 2003–2004-es szezonja
A Manchester City a 2003–2004-es szezonban az angol elsőosztályú bajnokságban a 16. helyen végzett. Az FA-kupában a Manchester United ellen estek ki az ötödik fordulóban. A ligakupában egy kört mentek, a Queens Park Rangers csapatát 3–0-ra verték, de utána a Tottenham Hotspur ellen kikaptak és kiestek.
Az UEFA-fair play listán elfoglalt helyezésüknek köszönhetően indulhattak az UEFA-kupában, a walesi Total Network Solutions és a belga Lokeren csapatát kettős győzelemmel búcsúztatták, utána a lengyel Grodzisk Wielkopolski idegenben lőtt több góllal kiejtette a Manchester Cityt.

## Mezek
| Hazai | Vendég | Hazai 2. |

## Játékosok
A szezon közben a csapat játékosai voltak
| #  |               | Poszt | Név                                            |
| -- | ------------- | ----- | ---------------------------------------------- |
| 1  | Anglia        | K     | David James                                    |
| 2  | Franciaország | V     | David Sommeil                                  |
| 3  | Belgium       | V     | Daniel Van Buyten (kölcsönben a Marseille-től) |
| 4  | Hollandia     | V     | Gerard Wiekens                                 |
| 5  | Franciaország | V     | Sylvain Distin                                 |
| 6  | USA           | KP    | Claudio Reyna                                  |
| 8  | Anglia        | CS    | Robbie Fowler                                  |
| 9  | Costa Rica    | CS    | Paulo Wanchope                                 |
| 10 | Franciaország | KP    | Antoine Sibierski                              |
| 11 | Anglia        | CS    | Jon Macken                                     |
| 12 | Anglia        | K     | Nicky Weaver                                   |
| 17 | Kína          | V     | Sun Jihai                                      |
| 18 | Németország   | V     | Michael Tarnat                                 |
| 19 | Ausztrália    | KP    | Danny Tiatto                                   |
| 20 | Anglia        | KP    | Steve McManaman                                |
| 22 | Írország      | V     | Richard Dunne                                  |

| #  |               | Poszt | Név                   |
| -- | ------------- | ----- | --------------------- |
| 24 | Anglia        | KP    | Joey Barton           |
| 25 | Izland        | K     | Árni Gautur Arason    |
| 26 | Hollandia     | KP    | Paul Bosvelt          |
| 27 | Dánia         | V     | Mikkel Bischoff       |
| 28 | Anglia        | KP    | Trevor Sinclair       |
| 29 | Anglia        | KP    | Shaun Wright-Phillips |
| 30 | Franciaország | KP    | Christian Negouai     |
| 32 | Dánia         | K     | Kevin Stuhr-Ellegaard |
| 33 | Dánia         | K     | Kasper Schmeichel     |
| 39 | Franciaország | CS    | Nicolas Anelka        |
| 41 | Anglia        | V     | Stephen Jordan        |
| 42 | Írország      | KP    | Glenn Whelan          |
| 43 | Írország      | V     | Paddy McCarthy        |
| 44 | Írország      | KP    | Willo Flood           |
| 45 | Írország      | CS    | Stephen Elliott       |

A szezon közben távoztak
| #  |          | Poszt | Név                            |
| -- | -------- | ----- | ------------------------------ |
| 1  | Anglia   | K     | David Seaman (visszavonult)    |
| 7  | Anglia   | CS    | Darren Huckerby (Norwich City) |
| 14 | Izrael   | KP    | Eyal Berkovic (Portsmouth)     |
| 15 | Norvégia | V     | Alf-Inge Håland (visszavonult) |

| #  |         | Poszt | Név                             |
| -- | ------- | ----- | ------------------------------- |
| 16 | Skócia  | V     | Paul Ritchie (Walsall)          |
| 25 | Kamerun | V     | Lucien Mettomo (Kaiserslautern) |
| 40 | Anglia  | KP    | Chris Shuker (Barnsley)         |

## Felkészülési mérkőzések
| Dátum              | Ellenfél        | O / I | Eredmény LG – KG | Gólszerzők                                              |
| ------------------ | --------------- | ----- | ---------------- | ------------------------------------------------------- |
| 2003. július 19.   | Mansfield Town  | I     | 1 – 2            | Anelka                                                  |
| 2003. július 22.   | Odense          | I     | 0 – 1            |                                                         |
| 2003. július 25.   | Feyenoord       | I     | 2 – 1            | Anelka, Wanchope                                        |
| 2003. július 29.   | Lincoln City    | I     | 2 – 2            | Wanchope, Anelka                                        |
| 2003. augusztus 2. | Oldham Athletic | I     | 6 – 0            | Anelka (2), Sinclair, Fowler, Wright-Phillips, Wanchope |
| 2003. augusztus 4. | Rochdale        | I     | 4 – 0            | Wright-Phillips, Anelka, Horlock, Shuker                |

A Manchester City 80 év után kiköltözött a Maine Roadról, új stadionjának (City of Manchester Stadium) avatóján a spanyol Barcelona csapatát fogadta, ahol Anelka és Sinclair góljaival 2–1-re győztek.
| 2003. augusztus 10. |

| Manchester City         | 2 – 1               | Barcelona   |
| ----------------------- | ------------------- | ----------- |
| Anelka 38' Sinclair 67' | (1 – 0) Jegyzőkönyv | 58' Saviola |

| City of Manchester Stadium, Manchester Nézőszám: 36 518 |

## Premier League

### Tabella
| #   | Csapat                      | M  | GY | D  | V  | G+ – G– | GK  | P  | Megjegyzések                    |
| --- | --------------------------- | -- | -- | -- | -- | ------- | --- | -- | ------------------------------- |
| 1.  | Arsenal (B)                 | 38 | 26 | 12 | 0  | 73–26   | +47 | 90 | Bajnokok Ligája csoportkör      |
| 2.  | Chelsea                     | 38 | 24 | 7  | 7  | 67–30   | +37 | 79 | Bajnokok Ligája csoportkör      |
| 3.  | Manchester United (KGY)     | 38 | 23 | 6  | 9  | 64–35   | +29 | 75 | Bajnokok Ligája 3. selejtezőkör |
| 4.  | Liverpool                   | 38 | 16 | 12 | 10 | 55–37   | +18 | 60 | Bajnokok Ligája 3. selejtezőkör |
| 5.  | Newcastle United            | 38 | 13 | 17 | 8  | 52–40   | +12 | 56 | UEFA-kupa első forduló          |
| 6.  | Aston Villa                 | 38 | 15 | 11 | 12 | 48–44   | +4  | 56 |                                 |
| 7.  | Charlton Athletic           | 38 | 14 | 11 | 13 | 51–51   | 0   | 53 |                                 |
| 8.  | Bolton Wanderers            | 38 | 14 | 11 | 13 | 48–56   | −8  | 53 |                                 |
| 9.  | Fulham                      | 38 | 14 | 10 | 14 | 52–46   | +6  | 52 |                                 |
| 10. | Birmingham City             | 38 | 12 | 14 | 12 | 43–48   | −5  | 50 |                                 |
| 11. | Middlesbrough1              | 38 | 13 | 9  | 16 | 44–52   | −8  | 48 | UEFA-kupa első forduló          |
| 12. | Southampton                 | 38 | 12 | 11 | 15 | 44–45   | −1  | 47 |                                 |
| 13. | Portsmouth                  | 38 | 12 | 9  | 17 | 47–54   | −7  | 45 |                                 |
| 14. | Tottenham Hotspur           | 38 | 13 | 6  | 19 | 47–57   | −10 | 45 |                                 |
| 15. | Blackburn Rovers            | 38 | 12 | 8  | 18 | 51–59   | −8  | 44 |                                 |
| 16. | Manchester City             | 38 | 9  | 14 | 15 | 55–54   | +1  | 41 |                                 |
| 17. | Everton                     | 38 | 9  | 12 | 17 | 45–57   | −12 | 39 |                                 |
| 18. | Leicester City (K)          | 38 | 6  | 15 | 17 | 48–65   | −17 | 33 | kiesők                          |
| 19. | Leeds United (K)            | 38 | 8  | 9  | 21 | 40–79   | −39 | 33 | kiesők                          |
| 20. | Wolverhampton Wanderers (K) | 38 | 7  | 12 | 19 | 38–77   | −39 | 33 | kiesők                          |

Utolsó frissítés: 2004. május 15. 
Forrás: enwiki 
A rangsorolás alapszabályai: 1. összpontszám, 2. egymás elleni eredmények összpontszáma, 3. gólkülönbség, 4. szerzett gólok száma.
1Ligakupa-győztes
(B): Bajnokcsapat, (K): Kieső csapat, (F): Feljutó csapat, (I): Kupainduló, (R): A rájátszás győztese, (KGY): Kupagyőztes

## FA-kupa
Harmadik kör
| 2004. január 3. |

| Manchester City           | 2 – 2               | Leicester City     |
| ------------------------- | ------------------- | ------------------ |
| Anelka 27' (11-esből) 69' | (1 – 1) Jegyzőkönyv | 4' Dickov 66' Bent |

| City of Manchester Stadium, Manchester Nézőszám: 30 617 Játékvezető: Graham Poll |

| 2004. január 14. |

| Leicester City | 1 – 3               | Manchester City                     |
| -------------- | ------------------- | ----------------------------------- |
| Ferdinand 73'  | (0 – 1) Jegyzőkönyv | 12' Sibierski 90' Macken 90' Anelka |

| Walkers Stadium, Leicester Nézőszám: 18 916 Játékvezető: Graham Poll |

Negyedik kör
| 2004. január 25. |

| Manchester City | 1 – 1               | Tottenham Hotspur |
| --------------- | ------------------- | ----------------- |
| Anelka 11'      | (1 – 0) Jegyzőkönyv | 57' Doherty       |

| City of Manchester Stadium, Manchester Nézőszám: 28 840 Játékvezető: Steve Dunn |

| 2004. február 4. |

| Tottenham Hotspur           | 3 – 4               | Manchester City                                                    |
| --------------------------- | ------------------- | ------------------------------------------------------------------ |
| King 2' Keane 19' Ziege 43' | (3 – 0) Jegyzőkönyv | 45′ Barton 48' Distin 61' Bosvelt 80' Wright-Phillips 90+1' Macken |

| White Hart Lane, London Nézőszám: 30 400 Játékvezető: Rob Styles |

Ötödik kör
| 2004. február 14. |

| Manchester United                                          | 4 – 2               | Manchester City       |
| ---------------------------------------------------------- | ------------------- | --------------------- |
| Scholes 34' van Nistelrooy 71' 80' Ronaldo 74' Neville 39′ | (1 – 0) Jegyzőkönyv | 78' Tarnat 86' Fowler |

| Old Trafford, Manchester Nézőszám: 67 228 Játékvezető: Jeff Winter |

## Ligakupa
Harmadik kör
| 2003. október 28. |

| Queens Park Rangers | 0 – 3               | Manchester City                    |
| ------------------- | ------------------- | ---------------------------------- |
|                     | (0 – 1) Jegyzőkönyv | 22' 77' Wright-Phillips 79' Macken |

| Loftus Road, London Nézőszám: 16 773 Játékvezető: Steve Dunn |

Negyedik kör
| 2003. december 3. |

| Tottenham Hotspur                   | 3 – 1               | Manchester City |
| ----------------------------------- | ------------------- | --------------- |
| Anderton 9' Postiga 30' Kanouté 90' | (2 – 0) Jegyzőkönyv | 80' Fowler      |

| White Hart Lane, Wigan Nézőszám: 31 727 Játékvezető: Paul Durkin |

## UEFA-kupa
| 2003. augusztus 14. 20:45 CEST Selejtezőkör |

| Manchester City                                                 | 5 – 0               | Total Network Solutions |
| --------------------------------------------------------------- | ------------------- | ----------------------- |
| Sinclair 14' Wright-Phillips 51' Sun 60' Sommeil 73' Anelka 87' | (1 – 0) Jegyzőkönyv |                         |

| City of Manchester Stadium, Manchester Nézőszám: 34 143 Játékvezető: Alexey Tiumin (orosz) |

| 2003. augusztus 28. 20:45 CEST Selejtezőkör |

| Total Network Solutions | 0 – 2               | Manchester City          |
| ----------------------- | ------------------- | ------------------------ |
|                         | (0 – 1) Jegyzőkönyv | 42' Negouai 80' Huckerby |

| Millennium Stadium, Cardiff Nézőszám: 10 123 Játékvezető: Szabó Zsolt (magyar) |

Továbbjutott a Manchester City 7–0-s összesítéssel.
| 2003. szeptember 24. 21:05 CEST 1. kör |

| Manchester City                               | 3 – 2               | Lokeren                         |
| --------------------------------------------- | ------------------- | ------------------------------- |
| Sibierski 7' Fowler 77' Anelka 80' (11-esből) | (1 – 2) Jegyzőkönyv | 13' Bonsdawende 39' Kristinsson |

| City of Manchester Stadium, Manchester Nézőszám: 29 067 Játékvezető: Grzegorz Gilewski (lengyel) |

| 2003. október 15. 20:30 CEST 1. kör |

| Lokeren | 0 – 1               | Manchester City       |
| ------- | ------------------- | --------------------- |
|         | (0 – 1) Jegyzőkönyv | 18' (11-esből) Anelka |

| Daknamstadion, Lokeren Nézőszám: 10 000 Játékvezető: Damien Ledentu (francia) |

Továbbjutott a Manchester City 4–2-es összesítéssel.
| 2003. november 6. 21:05 CET 2. kör |

| Manchester City | 1 – 1               | Grodzisk Wielkopolski |
| --------------- | ------------------- | --------------------- |
| Anelka 5'       | (1 – 0) Jegyzőkönyv | 65' Mila              |

| City of Manchester Stadium, Manchester Nézőszám: 32 506 Játékvezető: Geórgiosz Kásznaférisz (görög) |

| 2003. november 27. 16:15 CET 2. kör |

| Grodzisk Wielkopolski | 0 – 0               | Manchester City |
| --------------------- | ------------------- | --------------- |
|                       | (0 – 0) Jegyzőkönyv |                 |

| Stadion Dyskobolia, Grodzisk Wielkopolski Nézőszám: 5500 Játékvezető: Peter Fröjdfeldt (svéd) |

Továbbjutott a Dyskobolia Grodzisk Wielkopolski 1–1-es összesítéssel, idegenben lőtt több góllal.

## Góllövőlista
| Játékos               | Gól |
| --------------------- | --- |
| Nicolas Anelka        | 25  |
| Shaun Wright-Phillips | 11  |
| Robbie Fowler         | 10  |
| Antoine Sibierski     | 7   |
| Paulo Wanchope        | 6   |
| Jon Macken            | 4   |
| Michael Tarnat        | 4   |
| Sylvain Distin        | 3   |
| Sun Jihai             | 2   |
| Trevor Sinclair       | 2   |
| David Sommeil         | 2   |
| Joey Barton           | 1   |
| Paul Bosvelt          | 1   |
| Darren Huckerby       | 1   |
| Christian Negouai     | 1   |
| Claudio Reyna         | 1   |

| Játékos               | Gól |
| --------------------- | --- |
| Nicolas Anelka        | 17  |
| Robbie Fowler         | 7   |
| Shaun Wright-Phillips | 7   |
| Paulo Wanchope        | 6   |
| Antoine Sibierski     | 5   |
| Michael Tarnat        | 3   |
| Sylvain Distin        | 2   |
| Joey Barton           | 1   |
| Sun Jihai             | 1   |
| Jon Macken            | 1   |
| Claudio Reyna         | 1   |
| David Sommeil         | 1   |
| Trevor Sinclair       | 1   |

| Játékos               | Gól |
| --------------------- | --- |
| Nicolas Anelka        | 4   |
| Robbie Fowler         | 1   |
| Darren Huckerby       | 1   |
| Sun Jihai             | 1   |
| Christian Negouai     | 1   |
| Shaun Wright-Phillips | 1   |
| Antoine Sibierski     | 1   |
| Trevor Sinclair       | 1   |
| David Sommeil         | 1   |

| Játékos               | Gól |
| --------------------- | --- |
| Nicolas Anelka        | 4   |
| Jon Macken            | 3   |
| Shaun Wright-Phillips | 3   |
| Robbie Fowler         | 2   |
| Paul Bosvelt          | 1   |
| Sylvain Distin        | 1   |
| Antoine Sibierski     | 1   |
| Michael Tarnat        | 1   |